# Il padrino (film)
Il padrino (The Godfather) è un film del 1972 co-scritto e diretto da Francis Ford Coppola.
Prima pellicola della trilogia firmata dallo stesso regista e interpretata da Marlon Brando con Al Pacino, James Caan, Robert Duvall, John Cazale, Richard S. Castellano, Talia Shire e Diane Keaton. La sceneggiatura, scritta da Coppola e Mario Puzo, è liberamente ispirata al romanzo omonimo scritto nel 1969 dallo stesso Puzo.
Venne premiato con tre premi Oscar, su 10 nomination totali: miglior film a Albert S. Ruddy; miglior attore protagonista a Marlon Brando (che in segno di protesta per le ingiustizie verso le minoranze, soprattutto i nativi americani, non si presentò alla cerimonia di consegna, facendo ritirare la statuetta dall'attrice di origine Apache Sacheen Littlefeather); miglior sceneggiatura non originale a Francis Ford Coppola e Mario Puzo.
Insieme al suo seguito è annoverato fra i capolavori della storia del cinema. Nel 1998 l'American Film Institute l'ha inserito al terzo posto della classifica dei migliori cento film statunitensi di tutti i tempi e dieci anni dopo, nella lista aggiornata, è salito al secondo. Lo stesso istituto l'ha inserito al primo nella categoria gangster, mentre la rivista Empire lo considera come il film più bello in assoluto, in cima a un elenco di cinquecento.
Ebbe due seguiti: Il padrino - Parte II (1974), anch'esso presente nella classifica redatta da Empire e Il padrino - Parte III (1990).

## Trama
New York, 1945. Vito Corleone, un immigrato proveniente dalla Sicilia, è il padrino della famiglia Corleone. È diventato, dopo anni dediti principalmente all'organizzazione del gioco d'azzardo illegale ed a racket sindacali, il più potente tra i cinque capi-mafia italo-americani della città. La sua organizzazione gestisce un enorme giro di affari illegali e coinvolge l'iracondo primogenito Santino, detto Sonny, Fredo, secondogenito ingenuo e poco intelligente, e il figliastro Tom Hagen, brillante avvocato divenuto "consigliere", cioè braccio destro del capo. Il suo potere non si basa solo sulla violenza, ma anche e soprattutto sull'"amicizia". Don Vito elargisce "amicizia" a chi gli chiede favori e in cambio pretende devozione e riconoscenza assoluta: in questo modo ha creato, negli anni, una rete di conoscenze e protezioni nel mondo cosiddetto "legale".
Dopo il fastoso matrimonio "alla siciliana" della figlia Connie, Corleone riceve Virgil Sollozzo, un pericoloso criminale dedito al traffico di droga chiamato "Il Turco", affiliato al clan Tattaglia, una delle cinque famiglie newyorkesi, che gli chiede protezione e l'appoggio finanziario di un milione di dollari per impiantare un traffico di stupefacenti di vasta portata. Il boss rifiuta il proprio appoggio al nascente affare della droga, nonostante il parere favorevole di Santino e di Tom. Scoppia così tra le famiglie una terribile e sanguinaria guerra fatta di reciproci attentati ai principali capi e rappresentanti.
Quando viene a sapere che il padre è in pericolo di vita a seguito di un attentato, Michael Corleone, decorato della seconda guerra mondiale e unico dei quattro figli di don Vito a non essere stato ancora coinvolto negli affari criminali della famiglia, convince il fratello Santino, che ha preso momentaneamente il comando, a farlo incontrare a una cena con Sollozzo per ucciderlo, tendendogli un tranello durante l'incontro per trattare una tregua. Michael affronta così il trafficante di droga e il capitano di polizia corrotto che lo scorta, uccidendoli in un ristorante del Bronx. Per evitare di essere arrestato o ucciso, il giovane lascia quindi gli Stati Uniti e si rifugia in Sicilia. Qui incontra e si innamora di Apollonia, giovane siciliana che sposa.
Nel frattempo, a New York, Santino cade in un'imboscata in cui rimane brutalmente assassinato. Appena ripresosi, don Vito riassume il comando e, colpito profondamente dalla morte del figlio, decide di porre fine alla faida convocando un incontro tra i capi delle principali famiglie mafiose per contrattare una tregua. Durante l'incontro i boss decidono di permettere lo spaccio di droga, con alcune regole che tutti dovranno rispettare, pena una nuova guerra. In cambio della pace e della garanzia dell'incolumità di Michael, don Vito accetta di porre le proprie protezioni giudiziarie al servizio del nascente affare.
Dopo essere scampato ad un attentato in cui muore tragicamente la giovane sposa Apollonia, Michael rientra in America e prende il posto del fratello Sonny nella famiglia e in breve tempo il padre gli passa il comando, ritirandosi a vita privata e continuando a consigliare il figlio da dietro le quinte. Nello stesso periodo Michael sposa Kay Adams, sua vecchia fidanzata e compagna di college; da lei ha poi un primogenito, Anthony Vito. Alla morte del padre, avvenuta nel 1955, Michael riceve una proposta dai capi delle altre famiglie mafiose per stipulare un nuovo accordo di pace. Grazie ai vecchi consigli paterni, però, egli intuisce che i boss in realtà operano per esautorare la famiglia Corleone dal suo ruolo di primo piano e capisce che durante l'incontro lo uccideranno.
Con un'abile mossa Michael anticipa gli eventi, facendo uccidere a uno a uno i capifamiglia rivali e Moe Greene durante il battesimo del nipote, punendo con la morte anche chi lo aveva precedentemente tradito, ovvero il caporegime Tessio e il cognato Carlo Rizzi, marito di Connie, il quale anni prima aveva tradito Santino facendolo cadere nell'imboscata dei Barrese (chiamati "Barzini" nella seconda versione in italiano del film). Per ordine di Michael, Carlo viene strangolato dal caporegime Peter Clemenza, padrino di battesimo e precettore mafioso di Santino.
Usciti dalla guerra di mafia, una volta riacquistato il potere a New York, i Corleone completano i preparativi per trasferirsi in Nevada, a Las Vegas e a Reno, dove il gioco d'azzardo, tradizionale attività familiare, si sta espandendo in forma apparentemente legale. Informata da Connie, la quale, sconvolta, ha fatto irruzione nello studio accusando Michael della morte del marito, Kay chiede a Michael se quanto ha gridato la cognata è vero, ma Michael, mentendo, lo nega, non prima di averle "ordinato" di non fargli mai più domande sui suoi affari. La moglie tuttavia capisce la verità quando vede Michael che riceve nello studio del padre i deferenti omaggi dovuti al nuovo padrino.

## Personaggi
- Marlon Brando è Don Vito Corleone, il patriarca della famiglia, sposato con Carmela e padre di quattro figli: Santino, Fredo, Michael e Connie. Fu Brando stesso a creare l'aspetto del suo personaggio, decidendo per un viso con una mascella marcata. Il successo del film risollevò la carriera dell'attore, che in quel momento sembrava quasi al tramonto.
- Al Pacino è Michael Corleone, terzo figlio di Don Vito e l'unico che non abbia preso parte agli affari illegali della famiglia. Succede al padre alla morte di quest'ultimo. Al Pacino ebbe, con questo ruolo, la notorietà internazionale che gli permise di entrare tra le star di Hollywood.
- James Caan è Santino Corleone, primogenito di Don Vito; inizialmente tutti credono che sarà lui a succedere al padre, ma dopo essere rimasto ucciso in un attentato, don Vito sceglierà Michael. Con questo film Caan ottenne la sua unica candidatura all'Oscar.
- Richard S. Castellano è Peter Clemenza, uno dei capiregime della famiglia Corleone. Egli è un vecchio amico di Don Vito e Salvatore Tessio.
- Robert Duvall è Tom Hagen, figlio adottivo di Don Vito, consigliere e avvocato di famiglia. Alla fine Michael, su consiglio del padre, gli toglierà la carica di consigliere.
- Diane Keaton è Kay Adams, fidanzata e poi moglie di Michael. Insieme avranno due figli: Anthony e Mary.
- John Cazale è Fredo Corleone, secondo figlio di Don Vito; è il personaggio più goffo della famiglia. Si caccia spesso in guai grossi.
- Talia Shire è Connie Corleone, quarta ed unica figlia femmina di Don Vito. Si sposa con Carlo Rizzi, il quale spesso la maltratta.
- Abe Vigoda è Salvatore Tessio, altro capo regime della famiglia insieme a Peter Clemenza.
- Al Lettieri è Virgil Sollozzo, malavitoso narcotrafficante nemico dei Corleone; organizza l'attentato a Don Vito e viene ucciso da Michael in un ristorante insieme al capitano di polizia corrotto che lo scortava.
- Gianni Russo è Carlo Rizzi, marito di Connie, che maltratta continuamente. Tradisce Santino facendolo uccidere.
- Lenny Montana è Luca Brasi, sicario dei Corleone.

## Produzione

### Sviluppo

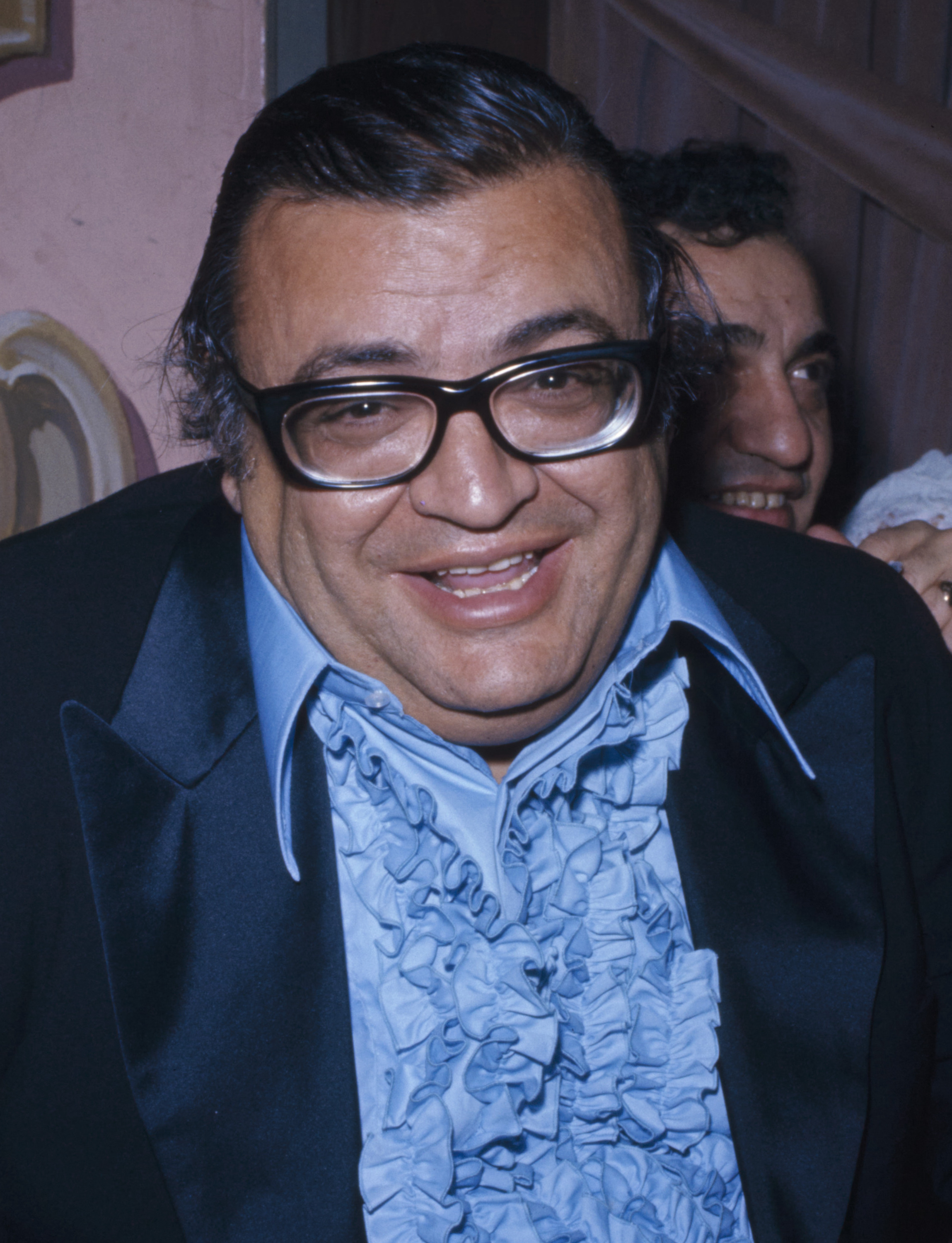
Mario Puzo, autore del romanzo da cui è tratto il film

Il romanzo di Mario Puzo Il padrino nel 1969 vendette oltre nove milioni di copie e venne inserito nella lista dei miglior best seller dal New York Times. La Paramount Pictures cominciò a interessarsi al romanzo nel 1967, quando il suo vicepresidente Peter Bart, dopo aver letto le prime sessanta pagine dell'opera, lo sottopose agli occhi della compagnia. Bart disse che il libro era «...molto più di una storia di mafia», e offrì a Puzo 12.500 dollari per finire il lavoro, e altri 80.000 se avesse accettato di farne un adattamento cinematografico. Nonostante il parere contrario del suo agente, Puzo, il quale all'epoca era sommerso dai debiti a causa della sua dipendenza dal gioco d'azzardo, accettò l'offerta.
Nel 1969 la Paramount acquistò i diritti del romanzo per farne un film di genere. Tuttavia all'interno della casa di produzione c'erano molte resistenze; il motivo principale era lo scarso successo ottenuto da La fratellanza, uscito nel 1968, interpretato da Kirk Douglas, Alex Cord e Irene Papas, un film diretto da Martin Ritt con ambientazione molto simile al romanzo di Puzo. La pellicola venne criticata principalmente per il fatto di aver in qualche modo «simpatizzato per i mafiosi», dato che il protagonista è un boss italoamericano, e alcuni critici sostennero che lo scarso successo del film fosse da imputare alla trama, ritenuta troppo inverosimile. Fu l'ultimo film prodotto dalla Paramount che, in seguito al flop commerciale de La fratellanza, entrò in una profonda crisi finanziaria, causata anche dai numerosi sforamenti di budget di alcune pellicole precedenti, per cui ci vollero ben due anni prima che tutto lo staff Paramount approvasse all'unanimità il progetto.
Il 23 marzo 1970 Albert S. Ruddy venne scelto come produttore esecutivo, principalmente per la sua grande esperienza in film rivelatisi molto fortunati al botteghino, come la saga di James Bond. Nelle intenzioni di Ruddy, il film al botteghino avrebbe dovuto rappresentare un risultato analogo a quello ottenuto da Gangster Story, che nel 1967 fece tintinnare le casse della Warner Bros. Frank Sinatra fece pressioni sulla produzione. Cercò di far in modo che il personaggio di Johnny Fontane del romanzo di Puzo, ispirato alla sua figura, per via dei suoi presunti legami con Cosa nostra statunitense, non venisse a lui ricondotto.
Prima dell'inizio delle riprese, Joseph Colombo, boss della famiglia Colombo e presidente della Lega dei diritti civili degli italoamericani, iniziò una campagna per boicottare la realizzazione della pellicola, accusata di denigrare gli italoamericani ritraendoli tutti come mafiosi. Infine il produttore Albert S. Ruddy s'incontrò con Colombo e i due giunsero a un accordo: la parola "mafia" non sarebbe comparsa nel copione e nemmeno pronunciata nel film. Comunque sia, la Lega fu coinvolta nella lavorazione del film, e molti veri mafiosi furono presenti sul set come attori o comparse: tra questi c’erano Gianni Russo (interprete di Carlo Rizzi), che fu mediatore tra Colombo e i dirigenti della Paramount, Alex Rocco (Moe Greene nel film) e Lenny Montana, che era stato un campione di wrestling e poi, dalla metà degli anni sessanta, divenne una guardia del corpo della famiglia Colombo, proprio come il personaggio da lui interpretato nella pellicola.

### Regia

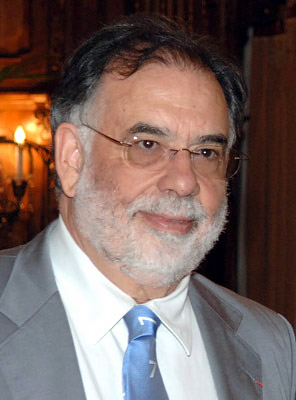
Francis Ford Coppola

Il produttore Robert Evans, presidente della Paramount, era convinto che ci volesse un regista italo-statunitense. Sergio Leone venne contattato per primo, ma rifiutò per dedicarsi a tempo pieno al suo ambizioso C'era una volta in America. Peter Bogdanovich fu la seconda scelta del produttore, ma non si mostrò interessato. Successivamente furono contattati Elia Kazan, Arthur Penn e Costa Gavras, ma rifiutarono. L'unico regista che si dimostrò disponibile fu Sam Peckinpah, il quale venne però allontanato dai produttori, in quanto la sua idea era quella di trasformare la storia in una specie di western con ambientazioni gangster.
Alla fine Evans puntò sull'italo-americano Francis Ford Coppola, nonostante le perplessità dei produttori perché era un regista semisconosciuto. La scelta di Coppola fu dettata anche da motivi economici, in quanto il cachet del regista di Detroit, appena trentaduenne, non era al livello di un regista affermato. Coppola inizialmente declinò l'offerta poiché all'epoca, con la sua American Zoetrope e la Warner Bros., stava lavorando al fantascientifico L'uomo che fuggì dal futuro per la regia di George Lucas. Alla sua uscita però il film si rivelò un flop commerciale, facendo sì che Coppola ricontattasse la Paramount e accettasse l'offerta. Il 28 settembre 1970 Coppola venne ufficialmente annunciato come regista della pellicola.
Tuttavia presto cominciarono i primi contrasti tra Coppola e i produttori: principalmente perché il regista si rifiutò di spostare la collocazione temporale del film (gli anni 1940 e 1950) all'epoca delle riprese (1972); inoltre Coppola volle trasferire l'ambientazione a New York, invece che nella città di Saint Louis, molto più economica della Grande Mela, e questo lo fece scontrare col vice-presidente Jack Ballard. Tutto questo portò a uno sforamento del budget: all'inizio la cifra stanziata dalla Paramount per le riprese fu di 2,5 milioni di dollari, che salirono a 4 per le riprese a New York, per poi diventare quasi 7 milioni a causa del prolungamento della fase dei casting, di cui Coppola fu molte volte insoddisfatto. Anche durante la scena dell'omicidio Sollozzo vi furono dei contrasti: Coppola fece riprovare la scena numerose volte agli attori che la interpretavano, e questo ritardò ulteriormente la fine della riprese, ponendo il regista a un passo dal licenziamento. Inoltre fu sempre la Paramount a spingere Coppola a inserire più scene violente, nonostante il parere contrario del regista: ad esempio la scena in cui Connie distrugge i piatti dopo aver scoperto il tradimento di Carlo fu inserita per quello, mentre la scena della morte di Sonny è una chiara citazione della scena finale di Gangster Story.

### Cast
Il casting del film si rivelò problematico, a causa dei pareri negativi della Paramount sulle scelte di Coppola. La Paramount considerò dapprima l'idea di affidare la parte di Vito Corleone a Ernest Borgnine, Edward G. Robinson, Orson Welles, George C. Scott o Gian Maria Volonté. Anche Burt Lancaster desiderava interpretare quel ruolo, ma non fu mai preso in considerazione. Francis Ford Coppola era invece indeciso se dare la parte a Laurence Olivier o a Marlon Brando. Olivier era però all'epoca troppo vecchio e malato per recitare.
La scelta definitiva di Coppola cadde così su Marlon Brando, di cui il regista era un grande ammiratore, perché secondo lui era «l'unico che poteva interpretare il padrino». I produttori della Paramount, in primis il capo Robert Evans, erano però totalmente contrari all'ingaggio dell'attore, visti i recenti insuccessi di Brando. Tuttavia accettarono di cedere alle insistenze del regista solo a patto di alcune condizioni che Brando avrebbe dovuto rispettare nel suo contratto: l'attore avrebbe dovuto firmare un accordo in cui si impegnava a risarcire qualsiasi suo atteggiamento dannoso per la produzione; Coppola si recò allora in California, nella residenza di Brando, per proporgli il ruolo. L'attore, che all'epoca aveva quarantasette anni e un aspetto ancora giovanile, al provino per la parte decise di voler dare al suo personaggio una faccia da bulldog. Recitò con del cotone in bocca per appesantire le guance e apparire più anziano. Questo trucco convinse definitivamente il regista e i produttori.

Al Pacino (a sinistra) e Simonetta Stefanelli (a destra) interpretano rispettivamente Michael Corleone, figlio di don Vito e successore del padre, e Apollonia Vitelli, giovane siciliana di cui Michael s'innamora.

Sin dall'inizio delle riprese, Coppola volle Robert Duvall nel ruolo di Tom Hagen. Fu sempre Coppola a volere fortemente l'allora semisconosciuto Al Pacino nella parte di Michael Corleone. Il regista dovette vincere le forti resistenze della produzione, che riteneva Pacino troppo basso per la parte e aveva offerto il ruolo a Jack Nicholson, Dustin Hoffman, Robert Redford e Ryan O'Neal. Il regista infatti sosteneva che questi ultimi non avessero una fisionomia del viso riconducibile ai siciliani e alla fine ebbe la meglio. Inizialmente persino James Caan fu sottoposto a un provino per il ruolo di Michael. La Paramount a causa dell'insistenza di Coppola arrivò quasi al punto di licenziarlo. A risolvere la situazione e tirare fuori dai guai Coppola ci pensò Marlon Brando, il quale minacciò di abbandonare il set se il regista fosse stato sostituito. Tuttavia, anche dopo avergli assegnato la parte, i produttori continuarono a non guardare di buon occhio Pacino e a essere riluttanti su di lui, fino alle riprese della scena dell'omicidio di Sollozzo, quando riuscì definitivamente a rompere il ghiaccio con la produzione, che alla fine si convinse.
Robert De Niro fece un convincente provino per la parte di Sonny. Tuttavia Coppola gli preferì James Caan, la cui candidatura era sostenuta apertamente da Brando. L'allora sconosciuto Sylvester Stallone venne sottoposto a un provino per il ruolo di Carlo Rizzi, così come Mia Farrow per quello di Kay Adams. Bruce Dern, Paul Newman e Steve McQueen furono considerati per il ruolo di Tom Hagen, che invece andò a Robert Duvall. Per il ruolo di Connie Corleone, Francis Ford Coppola scritturò sua sorella Talia Shire. La parte di Apollonia venne originariamente offerta a Stefania Sandrelli, la quale però non si mostrò interessata; per tale ragione il ruolo venne interpretato dalla giovane e semisconosciuta Simonetta Stefanelli, all'epoca delle riprese non ancora diciassettenne. Nella trasmissione Citofonare Rai 2, anche la cantante italiana Rosanna Fratello ha dichiarato di aver rifiutato la parte della cugina dei protagonisti a causa di impegni lavorativi. Per il ruolo del padre di Apollonia venne scelto Saro Urzì, affermato come personaggio emblema di "sicilianità" già da precedenti pellicole e in particolare grazie al sodalizio con Pietro Germi come in Sedotta e abbandonata.
Nella pellicola ci sono tre personaggi appartenenti alla famiglia di Francis Ford Coppola: Talia Shire, sorella del regista, nella parte di Connie; Carmine Coppola, suo padre, al pianoforte nella scena d'intermezzo della pellicola; infine una neonata Sofia Coppola nella parte di Michael Francis Rizzi, il bambino battezzato durante lo sterminio dei capi delle cinque famiglie.

### Riprese e location

La scalinata del New York County Supreme Courthouse nel quale venne girata la scena dell'uccisione di Don Emilio Barrese

Prima dell'inizio delle riprese, il cast dovette sottoporsi a due settimane di prova, inclusa una cena in cui ogni attore avrebbe dovuto assumere le caratteristiche del proprio personaggio per tutta la sua durata. Le riprese, inizialmente previste per maggio, cominciarono in anticipo il 29 marzo 1971, anche perché Brando poco prima aveva già firmato un contratto con Bernardo Bertolucci per Ultimo tango a Parigi e da settembre avrebbe dovuto essere in Europa; le riprese durarono fino a inizio agosto, per un totale di 77 giorni di girato. Si svolsero soprattutto a New York. La prima scena girata fu quella in cui Michael e Kay tornano a New York dopo aver comprato i regali di Natale. Avrebbe dovuta essere girata già il 23 marzo, ma una raffica di neve costrinse il produttore Albert S. Ruddy a spostare l'inizio delle riprese di una settimana. Le riprese principali a New York si conclusero il 2 luglio 1971; successivamente Coppola chiese una pausa di tre settimane prima di andare all'estero per girare le scene in Sicilia. Dopo la partenza del cast per la Sicilia, la Paramount rimandò la data d'uscita del film da dicembre 1971 alla primavera 1972.
Marlon Brando amava molto fare scherzi sul set. Alcune "vittime" furono i due sventurati che in una scena del film, al ritorno a casa di don Vito Corleone dall'ospedale, lo portavano su una barella in camera sua. Brando fece mettere con lui sotto la coperta una serie di pesi, in modo che tutto (barella, Brando e pesi) arrivasse a pesare quasi 300 kg. Durante le riprese della scena del matrimonio di Connie, Lenny Montana, l'interprete di Luca Brasi, si dimostrò molto teso ogni volta che doveva recitare il proprio ringraziamento al padrino in occasione dell'invito alle nozze. Montana era estremamente nervoso all'idea di recitare nella stessa scena con un mostro sacro quale Marlon Brando. Coppola allora scrisse appositamente la scena in cui Brasi prova e riprova il discorso accanto al tavolo di Michael e di Kay Adams. Quando cominciò la scena, Brando, per stuzzicare il collega, entrò sul set con un cartellino con scritto: "Vai a fare in...". Nella scena in cui Johnny Fontane, ottenuto il favore riguardante il film a cui vuole partecipare, esce dalla stanza dove si trova don Vito Corleone, quando apre la porta si può notare una donna che si ferma e subito si fa da parte. Coppola afferma che in effetti era capitata per caso nella ripresa.

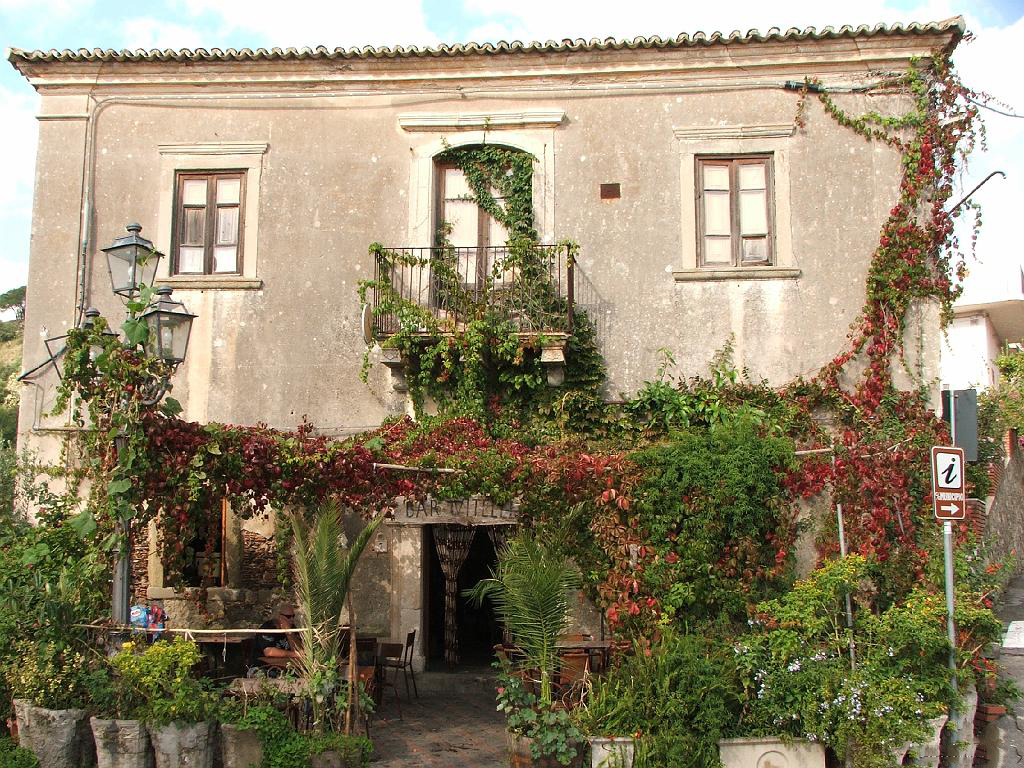
Il settecentesco Palazzo Trimarchi di Savoca, in Sicilia, luogo in cui venne girata la scena del bar dove Michael Corleone parla con il signor Vitelli, padre di Apollonia.

Il direttore della fotografia Gordon Willis inizialmente rifiutò di prendere parte alle riprese, perché la produzione era troppo "caotica" secondo lui. In seguito accettò grazie alle insistenze di Coppola, il quale insieme a Willis decise di eseguire riprese di "formato tableau", ovvero per far sembrare ogni scena come dipinta in un quadro. Willis usò giochi di ombre e bassi livelli di luce per tutto il film per mostrare gli sviluppi psicologici della pellicola. Willis e Coppola decisero di utilizzare molto di frequente svariati contrasti di luce e ombre, specie nelle scene iniziali. Ci fu invece un'inversione di tendenza per le scene girate in Sicilia, in cui vi è un aspetto più romantico e armonioso nelle inquadrature delle campagne, rispetto all'effetto delle scene ambientate a New York. Una delle scene più scioccanti del film è quella celebre della testa di cavallo mozzata nel letto, ottenuta da un mattatoio. Tuttavia non mancarono polemiche di gruppi di animalisti che criticarono fortemente la scena. La scena della morte di Sonny venne girata a Mitchel Field di Mineola, dove furono costruiti tre caselli insieme a un guard rail. La macchina di Sonny era una Lincoln Continental del 1941, con fori praticati appositamente per assomigliare a proiettili. Per girare la scena ci vollero tre giorni di riprese e il costo fu di circa 100 000 dollari.
Molte scene vennero girate al Filmways Studio a East Harlem. Le scene rimanenti furono girate in California, oltre a quelle in Sicilia, fatta eccezione per le scene girate a Las Vegas di cui la produzione poteva permettersi il costo. Le scene ambientate a Corleone in verità furono girate tra le province di Messina e Catania: Forza d'Agrò, Savoca, Motta Camastra e Fiumefreddo. I luoghi del film furono scelti dal pittore Gianni Pennisi di Floristella, il quale curò anche l'insegnamento della dizione ad alcuni attori non doppiati, come Maria Carta. Le riprese terminarono il 6 agosto 1971, mentre nel corso della post-produzione furono fatti enormi tagli alle scene per rendere la durata consona a un film dell'epoca (la durata originale era di circa 222 minuti). Nel mese di settembre i produttori e Coppola decisero di rimuovere gran parte delle scene incentrate sul personaggio di Sonny, perché ritenute superflue per la trama originale del film. Ci furono poi numerosi dibattiti con Coppola e Ruddy per il mancato coinvolgimento, nella post-produzione, del personale e del cast principale, proseguite anche dopo l'uscita del film. Il film fu mostrato in anteprima al personale Paramount e agli espositori nel mese di novembre.

## Colonna sonora
Per la colonna sonora del film Coppola ingaggiò Nino Rota, il quale, per creare un'atmosfera italiana ed evocare la tragedia del film, riutilizzò alcune parti della colonna sonora da lui scritta per Fortunella del 1958. Evans, dirigente della Paramount, riteneva che il risultato fosse troppo intellettuale, ma il regista riuscì a convincerlo ad utilizzare quanto prodotto da Rota. Il padre di Coppola, Carmine, creò alcune musiche aggiuntive per il film, in particolare la musica suonata dalla banda durante la scena iniziale del matrimonio.
Le musiche di scena includono "Cc'è la luna 'n menzu ô mari" e l'aria di Cherubino "Non so più cosa son" da Le nozze di Figaro. Durante la scena del battesimo, parte della musica organistica in sottofondo è la Passacaglia e tema fugato in do minore di Johann Sebastian Bach. La colonna sonora del film è stata pubblicata nel 1972 in vinile dalla Paramount Records, in CD nel 1991 dalla Geffen Records e in digitale dalla Geffen il 18 agosto 2005. L'album contiene oltre 31 minuti di musiche utilizzate nel film, la maggior parte delle quali composte da Rota, insieme a una canzone di Coppola e una di Johnny Farrow e Marty Symes. AllMusic ha dato all'album cinque voti su cinque, con il redattore Zach Curd che ha affermato che si tratta di una "colonna sonora oscura, incombente ed elegante".

## Distribuzione

### Anteprima e le varie edizioni
La Paramount Pictures tenne la première mondiale il 15 marzo 1972 a New York; i profitti vennero donati ai The Boys Club di New York. Prima ancora della première, il film aveva già fatturato 15 milioni di dollari in oltre 400 teatri. Alla prima parteciparono lo scrittore Mario Puzo, il produttore Albert S. Ruddy, tutto il personale Paramount capeggiato dal presidente Robert Evans, e il regista Francis Ford Coppola. Vi presero parte anche molti membri del cast, da Al Pacino (insieme alla sua compagna dell'epoca Jill Clayburgh) a James Caan e Diane Keaton, oltre a diversi interpreti di ruoli minori come Gianni Russo e Al Lettieri; al contrario non parteciparono alla première Marlon Brando, che all'epoca si trovava in Europa impegnato per le riprese del film di Bernardo Bertolucci Ultimo tango a Parigi, e Robert Duvall, a causa di forti rancori con il produttore Ruddy relativi al taglio delle scene del film. Alla conferenza stampa Coppola rivelò di aver avuto contrasti con la Paramount, relativi soprattutto ai costi, ma di essere certo che il film sarebbe stato apprezzato come meritava.
Il giorno dopo, il film venne proiettato nelle sale newyorkesi. Il 22 marzo uscì nel resto degli Stati Uniti; in Italia venne distribuito il 14 settembre 1972, mentre nel resto del mondo uscì fra giugno e novembre dello stesso anno.
The Godfather Saga è il titolo della sequenza montata con i primi due film della saga, voluta nel 1977 da Coppola per finanziare il suo film Apocalypse Now. Fu distribuita per la TV e il mercato VHS, la durata è di 434 minuti.
Nel 1992 solo per il mercato VHS (5 cassette) fu montata un'ulteriore versione cronologica, Godfather Trilogy 1901-1980, comprendente anche la parte III, con scene inedite, per una durata complessiva di 583 minuti. Questa versione è inoltre la sola a contenere l'unica parte dove appare il personaggio di Genco Abbandando, interpretato da Franco Corsaro, durante la quale, ricoverato e in punto di morte, riceve la visita di don Vito e dei figli.

### Date di uscita
L'elenco include il titolo localizzato:
- USA, The Godfather, 15 marzo 1972
- Giappone, Godfather (ゴッドファーザー?, Goddofāzā), 15 giugno 1972
- Brasile, O Poderoso Chefão, 7 luglio 1972
- Uruguay, O Poderoso Chefão, 10 agosto 1972
- Regno Unito, The Godfather, 18 agosto 1972
- Germania, Der Pate, 24 agosto 1972
- Irlanda, The Godfather, 25 agosto 1972
- Italia, Il padrino, 14 settembre 1972
- Argentina, El padrino, 20 settembre 1972
- Svezia, Gudfadern, 27 settembre 1972
- Finlandia, Kummisetä, 29 settembre 1972
- Grecia, ο Νονός, 29 settembre 1972
- Messico, El padrino, 4 ottobre 1972
- Norvegia, Gudfaren, 16 ottobre 1972
- Francia, Le parrain, 18 ottobre 1972
- Spagna, El padrino, 20 ottobre 1972
- Portogallo, 24 ottobre 1972
- Belgio, 27 ottobre 1972
- Australia, 2 novembre 1972
- Danimarca, Godfather, 26 dicembre 1972
- Olanda, De peetvader, 18 gennaio 1973
- Hong Kong, 11 ottobre 1973
- Cecoslovacchia, Kmotr, 1º gennaio 1975

### Doppiaggio italiano
- Il primo doppiaggio italiano del film, diretto da Ettore Giannini su dialoghi di Roberto De Leonardis, fu eseguito presso gli studi della International Recording con le voci della C.D.
- Per la versione televisiva The Godfather: 1901-1959 (trasmessa più volte sul canale satellitare Studio Universal), alcune voci nelle scene integrate sono differenti: ad esempio la voce di Sonny è di Michele Gammino.
- Nel giugno 2008 fu distribuito un cofanetto DVD e Blu-ray della trilogia in cui Il padrino includeva sia il doppiaggio originale in 2.0, sia un nuovo doppiaggio in 5.1 voluto da Coppola in persona. Tale edizione che risale al 2007, sotto la direzione di Rodolfo Bianchi, venne interamente ridoppiata dalla Dubbing Brothers Int. Italia. In questa nuova edizione è stato mantenuto il cognome originale di Don Emilio "Barzini" (al posto di Barrese).[52]

## Accoglienza

### Incassi
Nella settimana iniziale il film incassò circa 81,5 milioni di dollari in USA, mentre in totale ne incassò oltre 135 milioni, rimanendo sempre al 1º posto nella classifica degli incassi più alti. Fu una sorpresa per la casa di produzione, che non si aspettava un incasso così alto. Uscito in altre nazioni, continuò ad avere un notevole successo, spaccando in due la critica internazionale ed entrando nell'immaginario collettivo del pubblico. Arrivò a incassare un totale di 286 234 000 $ in tutto il mondo.
In Italia la pellicola fu campione d'incassi della stagione, totalizzando circa 10 miliardi di lire che, rivalutati, corrispondono a 58 202 000 euro, e rimarrà il maggior incasso di sempre fino al 2010 con l'arrivo di Avatar di James Cameron. Dal 1972 al 2007 Il padrino ha incassato in tutto il mondo 1 144 234 000 dollari.

### Critica
Il padrino è da sempre annoverato fra le migliori pellicole mai realizzate, e il capolavoro di maggior risalto della cosiddetta New Hollywood. Ricevette da tutto il mondo critiche che lo lodavano in tutti i sensi, anche da critici esperti e storici come Roger Ebert e Stanley Kubrick. Il film si trova al secondo posto nella Top 250 dell'Internet Movie Database, con un voto di 9,2 su 10, mentre su Rotten Tomatoes ha una valutazione positiva del 97%, e si trova al 7º posto della lista dei migliori 100 film della storia. Su Metacritic il film ha una valutazione di 100/100 e si trova invece al 1º posto nella Top 100. La pellicola ottenne dieci nomination ai Premi Oscar 1973, aggiudicandosene tre: miglior film (Albert S. Ruddy), miglior attore protagonista (Marlon Brando), miglior sceneggiatura non originale (Mario Puzo e Francis Ford Coppola).
Marlon Brando rifiutò il suo Oscar e non si presentò alla cerimonia di premiazione, come atto di protesta verso i maltrattamenti ai nativi americani da parte degli Stati Uniti e di Hollywood. Al suo posto inviò alla premiazione una nativa americana, Sacheen Littlefeather, per leggere il suo discorso di protesta. Brando fu il secondo attore della storia del cinema a rifiutare tale premio. Al Pacino non si presentò alla cerimonia preferendo tenere un periodo basso ed evitare l'eccessiva visibilità dell'evento; nella sua autobiografia Sonny Boy smentisce di aver boicottato la premiazione: voci dell'epoca sostenevano che fosse in polemica con l'Academy perché il suo personaggio era comparso per più tempo nel film di quello di Brando e dovesse quindi essere lui a ottenere la candidatura come miglior attore e Brando quella per miglior attore non protagonista.
Nel 1990 è stato scelto per la conservazione nel National Film Registry della Biblioteca del Congresso degli Stati Uniti. Nel 1998 l'American Film Institute l'ha inserito al terzo posto della classifica dei migliori cento film statunitensi di tutti i tempi, mentre in quella del 2007 è salito al secondo posto, dietro a Quarto potere di Orson Welles ma prima di Casablanca. Inoltre la celebre battuta «Gli farò un'offerta che non può rifiutare» pronunciata da don Vito Corleone (Marlon Brando) si trova al secondo posto nella classifica delle cento migliori battute di tutti i tempi; si trova poi al 1º posto nella classifica dei migliori film gangster di tutti i tempi.

## Riconoscimenti
- 1973 – Premio Oscar
  - Miglior film ad Albert S. Ruddy
  - Miglior attore protagonista a Marlon Brando
  - Migliore sceneggiatura non originale a Francis Ford Coppola e Mario Puzo
  - Candidatura per la migliore regia a Francis Ford Coppola
  - Candidatura per il miglior attore non protagonista a James Caan
  - Candidatura per il miglior attore non protagonista a Robert Duvall
  - Candidatura per il miglior attore non protagonista ad Al Pacino
  - Candidatura per i migliori costumi ad Anna Hill Johnstone
  - Candidatura per il miglior montaggio a William Reynolds e Peter Zinner
  - Candidatura per il miglior sonoro a Charles Grenzbach, Richard Portman e Christopher Newman
- 1973 – Golden Globe
  - Miglior film drammatico ad Albert S. Ruddy
  - Migliore regia a Francis Ford Coppola
  - Miglior attore in un film drammatico a Marlon Brando
  - Migliore sceneggiatura a Francis Ford Coppola e Mario Puzo
  - Miglior colonna sonora originale a Nino Rota
  - Candidato per il miglior attore in un film drammatico ad Al Pacino
  - Candidato per il miglior attore non protagonista a James Caan
- 1973 – Premio BAFTA
  - Miglior colonna sonora a Nino Rota
  - Candidato per miglior attore protagonista a Marlon Brando
  - Candidato per miglior attore non protagonista a Robert Duvall
  - Candidato per i migliori costumi ad Anna Hill Johnstone
  - Candidato per il miglior attore debuttante ad Al Pacino
- 1972 – National Board of Review Award
  - Migliori dieci film
  - Miglior attore non protagonista ad Al Pacino
- 1973 – Kansas City Film Critics Circle Award
  - Migliore regia a Francis Ford Coppola
  - Miglior attore protagonista a Marlon Brando
- 1973 – David di Donatello
  - Miglior film straniero
  - David speciale ad Al Pacino
- 1972 – New York Film Critics Circle Award
  - Miglior attore non protagonista a Robert Duvall
  - Candidato per il miglior film
  - Candidato per la migliore regia a Francis Ford Coppola
  - Candidato per il miglior attore protagonista a Marlon Brando
- 1973 – American Cinema Editors
  - Candidato per il miglior montaggio a Peter Zinner
- 1973 – Directors Guild of America
  - Migliore regia a Francis Ford Coppola, Fred C. Caruso, Fred T. Gallo e Steven P. Skloot (assistenti registi)
- 1973 – Golden Screen
  - Golden Screen Award
- 1973 – Grammy Award
  - Miglior colonna sonora a Nino Rota
- 1973 – National Society of Film Critics Award
  - Miglior attore ad Al Pacino
  - Candidato per la migliore regia a Francis Ford Coppola
  - Candidato per il miglior attore a Marlon Brando
- 1973 – Writers Guild of America
  - Migliore sceneggiatura a Mario Puzo e Francis Ford Coppola
- 2002 – Las Vegas Film Critics Society Award
  - Miglior DVD

### Classifiche
- 1990 — Selezionato per la conservazione nella National Film Registry.[59]
- 1998 — 1º posto nella classifica dei migliori film di tutti i tempi del Time Out.[59]
- 1998 — 3º posto nella classifica AFI's 100 Years... 100 Movies dell'American Film Institute.[60]
- 1999 — 1º posto nella classifica dei migliori film di tutti i tempi dell Entertainment Weekly.[61][62][63]
- 2002 — 4º posto nella classifica dei migliori film mai realizzati di Sight & Sound.[64]
- 2002 — 2º posto nella classifica dei migliori film di tutti i tempi di Film4.[65]
- 2005 — Citato come uno dei migliori 100 film prodotti negli ultimi 80 anni dal Time.[66]
- 2006 — 2º posto nella lista delle 101 migliori sceneggiature del Writers Guild of America.[67]
- 2007 — 2º posto nella classifica AFI's 100 Years... 100 Movies dell'American Film Institute.[60]
- 2008 — 1º posto nella lista dei 500 migliori film mai realizzati della rivista Empire.[68]
- 2012 — 6º posto nella lista dei migliori film di tutti i tempi della Motion Pictures Editors Guild.[69]
- 2017 — 1º posto nella lista dei 100 migliori film mai realizzati della rivista Empire.[70]

## Altri media
- Nel 2006 è stato creato il gioco ufficiale per PC e console multipiattaforma. In esso il protagonista è un affiliato ai Corleone, che compie la propria ascesa nella famiglia, partendo dal livello più basso fino a ricoprire il ruolo del padrino. Il tutto con, sullo sfondo, le vicende della pellicola.
- Il videogioco Conker's Bad Fur Day omaggia il film tramite il personaggio di don Weaso, una donnola boss della mafia del gioco.
- In Zootropolis (2016) il personaggio del toporagno Mr.Big è ispirato a Vito Corleone.
- Le vicende dietro la lavorazione del film sono raccontate nella serie TV The Offer (2022), distribuita sulla piattaforma Paramount+.

## Sequel
Il regista Francis Ford Coppola diresse due seguiti per la prima pellicola, sempre tratti dall'opera di Mario Puzo: Il padrino - Parte II nel 1974 e Il padrino - Parte III nel 1990. Si era discusso anche della realizzazione di un quarto capitolo che, come per il secondo capitolo, doveva narrare contemporaneamente dell'ascesa di don Vito Corleone interpretato da Robert De Niro nell'America degli anni 1920 durante l'età del proibizionismo e dei conflitti del boss con Al Capone, e il declino della famiglia Corleone guidata da un irrazionale, violento e tormentato Vincent (Andy García). A causa della morte di Mario Puzo, nel 1999, il regista decise di abbandonare il progetto.